# Оджона-кон-Санто-Стефано
Оджона-кон-Санто-Стефано (італ. Oggiona con Santo Stefano) — муніципалітет в Італії, у регіоні Ломбардія, провінція Варезе.
Оджона-кон-Санто-Стефано розташована на відстані близько 520 км на північний захід від Рима, 40 км на північний захід від Мілана, 12 км на південь від Варезе.
Населення — 4275 осіб (2014).
Щорічний фестиваль відбувається останньої неділі травня (Oggiona)
першої неділі вересня (S.Stefano). Покровитель — Santa Maria Annunciata (Oggiona) 
Madonna della Cintura (S.Stefano).

## Демографія
Населення за роками:

Станом на 1 січня 2023 року в муніципалітеті офіційно проживали 274 іноземці з 31 країни, серед них 16 громадян країн Євросоюзу та 15 громадян України.

## Сусідні муніципалітети
- Карнаго
- Кассано-Маньяго
- Каварія-кон-Премеццо
- Єраго-кон-Ораго
- Сольб'яте-Арно